# (177255) 2003 WC25
2003 دابليو سي 25 (ويعرف أيضًا باسم (177255) 2003 دابليو سي 25 وفق تسمية الكوكب الصغير) (بالإنجليزية: 2003 WC25)‏ هو كويكب ضمن حزام الكويكبات؛ وترتيبه 177255 من حيث الاكتشاف.
اكتُشف هذا الجُرم الفلكي بواسطة بحث لنكولن عن الكويكبات القريبة من الأرض في 20 نوفمبر 2003.

## وصلات خارجية
- (177255) 2003 WC25 في قاعدة بيانات مختبر الدفع النفاث لأجرام النظام الشمسي الصغيرة

- الاكتشاف · مخطط المدار ·  العناصر المدارية · المعلمات المادية

- (177255) 2003 WC25 على موقع ويكي سكاي: DSS2, SDSS, GALEX, IRAS, Hydrogen α, X-Ray, Astrophoto, Sky Map, Articles and images